# Брауново движение
Брауново движение е топлинното движение на микрочастици от твърдо вещество (прашинки), намиращи се в течна или газообразна среда. Описва се с теорията на случайните процеси в математиката. Математическото му очакване е равно на нула, а дисперсията на {\displaystyle t\cdot \sigma }.
Явлението е открито от Робърт Браун през 1827 година и може да се наблюдава под силен микроскоп.
По-късно Алберт Айнщайн доказва тезата на Браун с научни изследвания, които се провеждат през 1905 година.

Брауновото движение на частиците спира при абсолютната нула. При нея не се излъчва никаква топлина и следователно Брауновото движение не може да съществува. Приема се обаче, че абсолютната нула е недостижима, тоест теоретично Брауновото движение може да бъде наблюдавано във всяка една точка на Вселената.